# Флороглюцинол
Флороглюцин — органічна сполука з формулою C6H3(OH)3. Це безбарвна тверда речовина.
Флороглюцин є одним із трьох ізомерних бензолтріолів, поряд з іншими двома ізомерами: гідроксигідрохіноном (1,2,4-бензолтріол) і пірогалолом (1,2,3-бензолтріол). Флороглюцин та його ізомери визначаються як «феноли» згідно з офіційними правилами номенклатури хімічних сполук IUPAC. Багато таких монофенолів часто називають «поліфенолами» в косметичній і парафармацевтичній промисловості, що не відповідає науково прийнятому визначенню.
Використовується в синтезі фармацевтичних препаратів і вибухових речовин.

## Отримання
У 1855 році флороглюцинол був вперше отриманий з флоретину австрійським хіміком Генріхом Гласівцем (1825—1875).
Сучасний синтез включає в себе гідроліз бензол-1,3,5-тріаміну та його похідних. Тринітробензен одержують з тринітротолуену (окиснення CH3 до COOH, далі декарбоксилювання), оскільки через електродонорний ефект метильної групи толуен нітрується легше, ніж бензен.
Також отримують окисненням 1,3,5-триізопропілбензену.
Ще один спосіб отримання — з триаміду бензентрикарбонової кислоти (перегрупування Гофмана, далі гідроліз).

## Хімічні властивості

### Таутомерія та кислотно-основна поведінка
Флороглюцин — слабка трипротонова кислота. Перші два pKa дорівнюють 8,5 і 8,9.
Як енол, флороглюцинол в принципі існує в рівновазі з кето-таутомерами. Доказом цієї рівноваги є утворення оксиму:
C6H3(OH)3 + 3NH2OH → (CH2)3(C=NOH)3 + 3H2O
Але він також поводиться як бензолтріол, оскільки три гідроксильні групи можуть бути метильовані з утворенням 1,3,5-триметоксибензолу.

### Інші реакції
З води флороглюцинол кристалізується у вигляді дигідрату з температурою плавлення 116—117 °C, але безводна форма плавиться при набагато вищій температурі, при 218—220 °C.
Реакція Хеша дозволяє синтезувати 1-(2,4,6-тригідроксифеніл)етанон з флороглюцинолу.

## Розповсюдження в природі
Флороглюциноли є вторинними метаболітами, які зустрічаються в природі в деяких видах рослин. Його також продукують бурі водорості та бактерії.
Ацильні похідні присутні в листях прибережної деревної папороті, Dryopteris arguta або в Dryopteris crassirhizoma . Вважається, що антигельмінтна активність кореня Dryopteris filix-mas зумовлена флаваспидовою кислотою, похідною флороглюцинолу.
Формільовані флороглюцинові сполуки (евглобали, макрокарпали та сидероксилонали) можна знайти у деяких видах евкаліпта. Гіперфорин і адгіперфорин — це два флороглюциноли, які містяться в звіробої. Гумулон є похідним флороглюцинолу з трьома ізопреноїдними бічними ланцюгами. Два бічні ланцюги є пренільними групами, а один є ізовалерільною групою. Гумулон — це гірка на смак хімічна сполука, що міститься в смолі зрілого хмелю (Humulus lupulus).
Бурі водорості, такі як Ecklonia stolonifera, Eisenia bicyclis або види з роду Zonaria, синтезують флороглюцинол і похідні флороглюцинолу. Бурі водорості також виробляють тип дубильних речовин, відомих як флоротаніни.
Бактерія Pseudomonas fluorescens виробляє флороглюцин, флороглюцин карбонову кислоту та діацетилфлороглюцин.

## Вплив на здоров'я
У деяких країнах і у ветеринарії флороглюцинол використовується для лікування каменів у жовчному міхурі, спазматичного болю та інших пов'язаних шлунково-кишкових розладів
Ацильовані похідні флороглюцинів мають інгібіторну активність до синтази жирних кислот.

## Застосування
Флороглюцин в основному використовується як сполучний агент у поліграфії. Він зв'язує діазобарвники для отримання швидкого чорного кольору.
Він використовується для промислового синтезу фармацевтичних препаратів (флопропіон), флоретин і вибухові речовини (ТАТБ (2,4,6-тріаміно-1,3,5-тринітробензол), тринітрофлороглюцин, 1,3,5 -тринітробензол).
Флороглюциноліз — це аналітичний метод дослідження конденсованих танінів за допомогою деполімеризації. Реакція використовує флороглюцинол як нуклеофіл. Утворення флобафенів (конденсація та випадання танінів) можна мінімізувати за допомогою сильних нуклеофілів, таких як флороглюцин, під час екстракції соснових танінів.
Флороглюцинол використовується в культуральних середовищах рослин. Він демонструє як цитокініноподібну, так і ауксиноподібну активність. Флороглюцин збільшує утворення пагонів і соматичний ембріогенез у кількох садових і зернових культурах. При додаванні до середовища для вкорінення разом з ауксином флороглюцинол додатково стимулює укорінення.

### Використання в тестах
Флороглюцин — реактив тесту Толленса на пентози. Цей тест ґрунтується на реакції фурфуролу з флороглюцинолом для отримання забарвленої сполуки з високою молярною здатністю поглинання.
Для виявлення лігніну використовують також розчин соляної кислоти і флороглюцин (проба Візнера). Яскраво-червоне забарвлення розвивається внаслідок присутності коніферальдегідних груп у лігніні. Подібний тест можна провести з толоній хлоридом.
Також входить до складу реактиву Гюнцбурга, спиртового розчину флороглюцинолу і ваніліну, для якісного виявлення вільної соляної кислоти в шлунковому соку.